# Benton (Wisconsin)
Benton és una població dels Estats Units a l'estat de Wisconsin. Segons el cens del 2000 tenia 976 habitants.

## Demografia
Segons el cens del 2000, Benton tenia 976 habitants, 393 habitatges, i 260 famílies. La densitat de població era de 454 habitants per km².
Dels 393 habitatges en un 30% hi vivien nens de menys de 18 anys, en un 55% hi vivien parelles casades, en un 7,4% dones solteres, i en un 33,6% no eren unitats familiars. En el 28,8% dels habitatges hi vivien persones soles el 13,7% de les quals corresponia a persones de 65 anys o més que vivien soles. El nombre mitjà de persones vivint en cada habitatge era de 2,48 i el nombre mitjà de persones que vivien en cada família era de 3,09.
Per edats la població es repartia de la següent manera: un 26,7% tenia menys de 18 anys, un 8,1% entre 18 i 24, un 26% entre 25 i 44, un 25,5% de 45 a 60 i un 13,6% 65 anys o més.
L'edat mediana era de 37 anys. Per cada 100 dones de 18 o més anys hi havia 88,7 homes.
La renda mediana per habitatge era de 30.313 $ i la renda mediana per família de 41.518 $. Els homes tenien una renda mediana de 28.882 $ mentre que les dones 21.250 $. La renda per capita de la població era de 15.702 $. Aproximadament el 4,5% de les famílies i el 7,5% de la població estaven per davall del llindar de pobresa.

## Poblacions més properes
El següent diagrama mostra les poblacions més properes.